# Changling (köping i Kina, Shandong)
Changling (kinesiska: 长岭镇, 长岭) är en köping i Kina. Changling ligger i provinsen Shandong, i den östra delen av landet, 500 km söder om huvudstaden Peking. Antalet invånare är 33892. Befolkningen består av 16 904 kvinnor och 16 988 män. Barn under 15 år utgör 18,0 %, vuxna 15-64 år 70 %, och äldre över 65 år 11,0 %.